# It’s All Down to Goodnight Vienna
«(It’s All Down to) Goodnight Vienna» — песня, написанная Джоном Ленноном; заглавный трек альбома Ринго Старра 1974 года Goodnight Vienna. Последним треком альбома является укороченная версия (реприза) этой же песни — «Goodnight Vienna (reprise)». Песня также выпущена на сингле (2 июня 1975, лейблом Apple Records, только в США, с би-сайдом «Oo-Wee»), версия для сингла — комбинация (medley) из треков «(It’s All Down to) Goodnight Vienna» и «Goodnight Vienna (reprise)».
Заглавная песня начинается с отсчёта темпа, произносимого Ленноном, и с его вступления на фортепиано совместно с Билли Престоном, играющим на клавинете. В «репризном» треке перед началом Леннон произносит: «OK, with gusto, boys, with gusto!».
Песня является второй из пяти песен, написанных Ленноном для сольных альбомов Старра (остальные — это «I'm the Greatest» на альбоме Ringo, «Cookin' (in the Kitchen of Love)» на альбоме Ringo's Rotogravure, и две невыпущенные песни, написанные для альбома Stop and Smell the Roses).
В США трек был обозначен как специальный микс «Goodnight Vienna/Goodnight Vienna (Reprise)»; на CD такой трек не издавался.

## Участники записи
- Ринго Старр — ведущий вокал, барабаны
- Джон Леннон — фортепиано
- Клаус Форман — бас-гитара
- Джим Келтнер — барабаны
- Lon Van Eaton — гитара
- Jesse Ed Davis — гитара
- Билли Престон — клавинет
- Carl «Weddings and Barmitzvahs» Fortina — аккордеон
- Trevor Lawrence, Steve Madaio, Bobby Keyes, Lon Van Eaton — духовые инструменты
- Clydie King, The Blackberries, The Masst Abbots — бэк-вокал

(дается по)